# ウルトラマンM78劇場 Love & Peace
『ウルトラマンM78劇場 Love & Peace』（ウルトラマンえむななはちげきじょう ラブアンドピース）は、1999年3月6日から松竹系で公開されたウルトラシリーズの劇場アニメ映画。同時上映『ウルトラマンティガ・ウルトラマンダイナ&ウルトラマンガイア 超時空の大決戦』。

## 概要
文具やアパレルなどで商品展開しているディフォルメキャラクター「M78ウルトラマン」のアニメ作品。平成ウルトラシリーズのキャラクターは本作のために新たにデザインされた。
2002年6月15日、主演俳優の誤認逮捕事件によって放送を一時休止した『ウルトラマンコスモス』の代替番組としてテレビ放送された（番組の冒頭と終了時には主演俳優逮捕に対するお詫びのテロップが表示された）。
なお、放送終了後の提供クレジットでは、直前に放送されていたCM（ミニモニ。のメンバーであるミカ・タレッサ・トッドが出演する小学館ホームパルのCM）の映像にクレジットが数秒間挿入され、後に本作の映像に切り替わるという放送事故が発生した。この放送事故は時差ネットしている放送局を中心に起きたものと思われる。

## ストーリー
敵味方関係なく平和な世界を描いたアニメ映画である。ウルトラマンや怪獣たちはすべてかわいらしく表現されている（一部例外を除く）。
長編の『ウルトラドミノ』『ウルトラファンタジア』『ウルトラオーケストラ』と、ウルトラマンが手品、幽霊退治、風船遊び、釣り、ダンベル上げ、洞窟での音楽披露に挑戦する短編『MINIMINI』から成る。いずれもファンタジックな物語である。

## 作品リスト

### ウルトラドミノ
ウルトラセブン、ウルトラマンゼアス、バルタン星人、ガヴァドンA、ガンダーが何百人もの観客の前でドミノに挑戦するストーリー。
セブンが一枚目の板を倒すと、奥にあるウルトラマンの像のカラータイマーの下にあるタイマーが動き始める。中盤に入るとセブンの像に達し、アイスラッガーで次のドミノが動き始める。事は順調に進んだが突然地面が裂け、地面を掘り進んでいたゴモラがその場のまだ倒れていない板を逆に倒してしまう。だが逆走する板はすぐにガンダーの冷凍光線で止められ、セブンとゼアス、たくさんに分身したバルタン星人が急いで板を立て直した。
あと少しでドミノが来るというその時、凍りついたままの板にゼアスが気づいてしまう。パニックを起こすゼアスをセブンとガンダーがサポートし、スペシュッシュラ光線で板の氷を溶かす。最後の地点までドミノが進むと、倒れた板が巨大なガヴァドンAの絵になった。直後、ウルトラマンの像の目から特殊光線が照射され巨大ガヴァドンAが実体化、地面の模様の中心に向かってのろのろと歩き出す。動きの遅い巨大ガヴァドンAをゼアスとセブンが引っ張るが、巨大ガヴァドンAはすぐにばててしまった。
残り時間は少ない。観客一同が絶望に包まれる中、バルタン星人は後ろで巨大ガヴァドンのように寝ているガヴァドンAに怒り、ガヴァドンAのしっぽを踏みつけた。痛さをまぎらわすため直線に全速力で走るガヴァドンA。すると巨大ガヴァドンAも同じように走り出した。残り時間1秒前に中心に到達。すると巨大ガヴァドンAの体が床にしみこみ、ウルトラマンの絵となって表れた。観客は大興奮。ドミノは大成功を収め、やったぜとお互いをたたえあうセブンとゼアス。だが、ガヴァドンAの怒りはまだ収まってはいなかった。

### MINIMINI・手品
ウルトラマンがジェントルマン風の衣装で登場し手品を披露する。ピグモンが苺と思しき小さな果実を持ってきて机の上に置くと、ウルトラマンが布で隠して消してしまう。次にリンゴを持ってきた。同じように布で隠す。また消えているがウルトラマンの口が微妙に動いていた。最後はスイカ。同じように布で隠すとまた消えてしまったが、ウルトラマンのお腹が異様に膨れていた。

### MINIMINI・幽霊退治
ウルトラマンが作業員の服と掃除機を持って登場、幽霊（人魂のようなもの）を掃除機で吸い込んでいく。何十匹とやって来る幽霊を次々吸い込んでいくが、ウルトラマンは掃除機が今にも爆発しそうなのを知らない。最後の一匹が逃げようとするとウルトラマンはすかさず吸い込んだ。そして、ついに掃除機は爆発。巨大な怪獣となった幽霊にウルトラマンは追いかけられてしまった。

### MINIMINI・風船遊び
ウルトラマンが風船遊びをするストーリー。ピグモンが風船でオウムを作るのを見たウルトラマンは拍手。ピグモンは続いて犬を作ると、ウルトラマンにも風船を一つ渡した。ウルトラマンは思い切り風船を膨らますが、膨らみすぎた風船はウルトラマンと一緒に飛んでいってしまった。

### ウルトラファンタジア
ドドンゴと一緒にシャボン玉で遊んでいたウルトラマンがシャボン玉に入ってしまい、飛ばされるストーリー。
ドドンゴはウルトラマンを追いかけるが中々追いつかない。ウルトラマンが入ったシャボン玉は海に入る。それを追っていたドドンゴも海に落ちてしまう。ウルトラマンは光る洞窟を見つける。その中には海底レストランがあった。その頃、ウルトラマンを探していたドドンゴはラゴンから光る玉の付いたサンゴをもらう。ようやくウルトラマンと合流するドドンゴ。しかし、その時近くにあった貝が開き（中にはガマクジラがいた）、中からたくさんの泡が現れて海面に流されてしまった。
ウルトラマンとドドンゴはシャボン玉の中で一緒になる。ところがそれもつかの間、突如現れたバードンにシャボン玉を割られてしまう。ウルトラマンは飛ぼうとしたが結局数秒しか飛べず、ドドンゴもろとも落ちてしまう。
一方その頃、ウルトラマンティガがウルトラマンを探していた。ティガは眠っているウルトラマンを起こす。目覚めたウルトラマンとドドンゴは、今までの事はすべて夢であったことを認識した。ドドンゴと別れるウルトラマン。しかし、その近くには、ラゴンからもらった光る玉の付いたサンゴが落ちていた。

### MINIMINI・釣り
ウルトラマンが釣りをするストーリー。ウルトラマンとバルタン星人がある島で釣りをしていた。バルタン星人はまた一匹、また一匹と何度もヒット。バルタン星人はどんどん釣れるがウルトラマンはまだ一匹も釣れない。ご機嫌のバルタン星人と不機嫌のウルトラマン。
そしてついにウルトラマンに大物がヒットしたと思いきや、釣ったのは島。二人が釣りをしていた場所は島ではなく巨大なクジラの上だったのである。二人はとぼとぼその場から去っていった。

### MINIMINI・バーベル上げ
ウルトラマンがバーベル上げに挑戦。ところが、重すぎて持ち上げられない。バーベルの重りの一つを外してまた上げようとするが、やはり重すぎて持ち上げられない。また一つ重りを外すが失敗。
最後の重りを外してついに成功。だが一匹の蝶がバーベルの端に止まり、その僅かな重さでウルトラマンはバランスを崩してしまった。

### MINIMINI・洞窟での音楽披露
バルタン星人が洞窟の鍾乳洞の石柱をバチで叩いて音楽を披露。面白がったウルトラマンもこれに加わり、大きなバチを持ってきて石柱を叩く。ところが、その振動で石柱がすべて折れ、地面に突き刺さって演奏は台無しになってしまう。驚いたバルタン星人は激怒し、ウルトラマンは逃げていった。

### ウルトラオーケストラ
ウルトラマンと仲間達がオーケストラを開くストーリー。
宇宙から落下してきたシーボーズ。独りぼっちで故郷を思う彼を慰めるため、ウルトラマン達は様々な場所を回って仲間を集めオーケストラ隊を結成する。陽気な音楽に心を踊らせるシーボーズであったが、UFOが迎えに訪れ、ウルトラマン達は別れを惜しむが、別れを惜しむシーボーズが落下してしまう。シーボーズはUFOによって皆と同じ大きさに縮小されてM78星雲に住むことになり、ウルトラマン達も大歓迎するのだった。

## 声の出演
- 大谷育江
- 梁田清之
- 上田祐司
- 世田壱恵
- 伊藤舞子
- 平原優子
- 安達まり

## スタッフ
- 監督 - ときたひろこ
- 構成 - 森みちこ、太田愛、大西信介、渋谷浩康
- キャラクター設計 - 高橋春男
- キャラクターデザイン - クラークケント、中田和幸、小島実、長島健二、島田美樹子、奥村享子、つちやかずとも、丹波賢一
- 絵コンテ - 浜野哲人、高橋春男、えんどうてつや、桂川吉春
- 作画監督 - 安藤正浩
- 美術 - 工藤ただし、松岡聡
- 色彩設計 - 鈴城留美子
- 撮影 - 岡崎英夫
- 編集 - 瀬山武司
- 音楽 - 大島ミチル
- 録音演出 - 亀山俊樹
- 制作プロデューサー - 浅利義美、大橋浩一郎
- プロデューサー - 鈴木清、吉田剛、川城和実、平野隆、丸谷嘉彦、水尾芳正、石川清司
- アニメーション制作 - トライアングルスタッフ
- 製作 - ウルトラマンM78劇場製作委員会（円谷プロダクション、松竹、バンダイビジュアル、TBS、毎日放送、講談社、読売広告社）

## 主題歌
オープニングテーマ「ウルトラマンボ ウーッ！」
エンディングテーマ「毎日がパラダイス」
作詞 - 横山武 / 作曲・編曲 - 大島ミチル / 歌 - Pa-Pee-boo